# Alban Ajdini
Alban Ajdini (Ginevra, 9 luglio 1999) è un calciatore kosovaro, attaccante del Losanna e della nazionale kosovara.

## Carriera

### Club
Ajdini è cresciuto nel settore giovanile del Servette, club con cui ha firmato il suo primo contratto professionistico nel giugno 2020. Il 19 luglio successivo ha debuttato in prima squadra nell'incontro pareggiato per 2-2 contro il Basilea.
L'11 gennaio 2021 è stato prestato allo Stade Lausanne-Ouchy fino al termine della stagione. Il 14 giugno il trasferimento è diventato definitivo.

### Nazionale
Ha giocato nella nazionale kosovara Under-21.
Il 21 novembre 2023 ha debuttato con la nazionale kosovara nell'incontro di qualificazione per il campionato europeo 2024 perso per 1-0 contro la Bielorussia.

## Statistiche

### Presenze e reti nei club
Statistiche aggiornate al 21 novembre 2023.
| Stagione        | Squadra              | Campionato      | Campionato | Campionato | Coppe nazionali | Coppe nazionali | Coppe nazionali | Coppe continentali | Coppe continentali | Coppe continentali | Altre coppe | Altre coppe | Altre coppe | Totale | Totale | Totale |
| Stagione        | Squadra              | Comp            | Pres       | Reti       | Comp            | Pres            | Reti            | Comp               | Pres               | Reti               | Comp        | Pres        | Reti        | Pres   | Reti   |        |
| --------------- | -------------------- | --------------- | ---------- | ---------- | --------------- | --------------- | --------------- | ------------------ | ------------------ | ------------------ | ----------- | ----------- | ----------- | ------ | ------ | ------ |
| 2016-2017       | Servette U-21        | 2L              | 2          | 0          |                 | -               | -               |                    | -                  | -                  |             | -           | -           | 2      | 0      |        |
| 2017-2018       | Servette U-21        | 2L              | 18         | 3          |                 | -               | -               |                    | -                  | -                  |             | -           | -           | 18     | 3      |        |
| 2018-2019       | Servette U-21        | 2L              | 12         | 2          |                 | -               | -               |                    | -                  | -                  |             | -           | -           | 12     | 2      |        |
| 2019-2020       | Servette U-21        | 2L              | 13         | 5          |                 | -               | -               |                    | -                  | -                  |             | -           | -           | 13     | 5      |        |
| 2020-2021       | Servette U-21        | 2L              | 2          | 1          |                 | -               | -               |                    | -                  | -                  |             | -           | -           | 2      | 1      |        |
| 2019-2020       | Servette             | ASL             | 4          | 0          | CS              | 0               | 0               |                    | -                  | -                  |             | -           | -           | 4      | 0      |        |
| 2020-2021       | Servette             | ASL             | 1          | 0          | CS              | 0               | 0               | UEL                | 0                  | 0                  |             | -           | -           | 1      | 0      |        |
| 2020-2021       | Stade Lausanne-Ouchy | ChL             | 14         | 4          | CS              | 0               | 0               |                    | -                  | -                  |             | -           | -           | 14     | 4      |        |
| 2021-2022       | Stade Lausanne-Ouchy | ChL             | 32         | 2          | CS              | 3               | 2               |                    | -                  | -                  |             | -           | -           | 35     | 4      |        |
| 2022-2023       | Stade Lausanne-Ouchy | ChL             | 38         | 14         | CS              | 2               | 0               |                    | -                  | -                  |             | -           | -           | 20     | 14     |        |
| 2023-2024       | Stade Lausanne-Ouchy | ASL             | 11         | 3          | CS              | 3               | 1               |                    | -                  | -                  |             | -           | -           | 14     | 4      |        |
| Totale carriera | Totale carriera      | Totale carriera | 147        | 33         |                 | 8               | 3               |                    | 0                  | 0                  |             | -           | -           | 155    | 36     |        |

### Cronologia presenze e reti in nazionale
| Cronologia completa delle presenze e delle reti in nazionale ― Kosovo | Cronologia completa delle presenze e delle reti in nazionale ― Kosovo | Cronologia completa delle presenze e delle reti in nazionale ― Kosovo | Cronologia completa delle presenze e delle reti in nazionale ― Kosovo | Cronologia completa delle presenze e delle reti in nazionale ― Kosovo | Cronologia completa delle presenze e delle reti in nazionale ― Kosovo | Cronologia completa delle presenze e delle reti in nazionale ― Kosovo | Cronologia completa delle presenze e delle reti in nazionale ― Kosovo |
| Data                                                                  | Città                                                                 | In casa                                                               | Risultato                                                             | Ospiti                                                                | Competizione                                                          | Reti                                                                  | Note                                                                  |
| --------------------------------------------------------------------- | --------------------------------------------------------------------- | --------------------------------------------------------------------- | --------------------------------------------------------------------- | --------------------------------------------------------------------- | --------------------------------------------------------------------- | --------------------------------------------------------------------- | --------------------------------------------------------------------- |
| 21-11-2023                                                            | Pristina                                                              | Kosovo                                                                | 0 – 1                                                                 | Bielorussia                                                           | Qual. Euro 2024                                                       | -                                                                     | 83’                                                                   |
| Totale                                                                |                                                                       | Presenze                                                              | 1                                                                     |                                                                       | Reti                                                                  | 0                                                                     |                                                                       |